# John Lipsky
Pour les articles homonymes, voir Lipsky.
John Lipsky, né en 1947 à Cedar Rapids (Iowa), est un économiste et financier américain.
Il est Premier directeur général adjoint du Fonds monétaire international (FMI). Du 15 mai 2011 au 5 juillet 2011, il assume par intérim les fonctions de directeur général du FMI.

## Biographie
Il est détenteur d'une licence en sciences économiques obtenu à l'université Wesleyenne, ainsi que d'un master et d'un doctorat en sciences économiques obtenu à l'université Stanford.
En 1984, il rejoint la banque d'investissement Salomon Brothers avant d'en devenir l'économiste en chef de 1992 à 1997.
De 1989 à 1992, John Lipsky a dirigé à Londres le groupe européen d'analyse économique et financière de Salomon Brothers.
John Lipsky a été vice-président de la JPMorgan Investment Bank. À ce titre, il était chargé de conseiller les principaux traders de la firme, de publier des études indépendantes des forces agissant sur les marchés financiers internationaux, d'assurer une présence active chez les principaux clients, et de représenter JPMorgan dans le monde entier auprès des grands responsables des secteurs public et privé. Il avait auparavant exercé les fonctions d'économiste en chef chez JPMorgan après avoir été économiste en chef et directeur des études de la Chase Manhattan Bank.
Il siège au conseil d'administration du Bureau national de recherche économique.
Il a également été l'administrateur de plusieurs sociétés et organisations à but non lucratif.

### Carrière au Fonds monétaire international
Avant de rejoindre la banque d'investissement Salomon Brothers, John Lipsky a passé dix ans, de 1974 à 1984, au FMI où il a contribué à la gestion de la procédure de surveillance des taux de change et où il a analysé l'évolution des marchés internationaux de capitaux. Il a en outre participé à des négociations avec plusieurs États membres de l'organisation et a rempli les fonctions de représentant résident au Chili de 1978 à 1980.
En 2000, il préside un groupe de réflexion sur le secteur financier, à l'initiative de l'ancien directeur général du FMI, Horst Köhler, pour donner à cette organisation une perspective indépendante de ses travaux sur les marchés financiers internationaux.
John Lipsky occupe depuis le 1er septembre 2006 le poste de premier directeur général adjoint du Fonds monétaire international (FMI). Le 12 mai 2011, Lipsky annonce qu'il quittera ses fonctions l'été suivant. Trois jours plus tard, il assume provisoirement les fonctions de directeur général du FMI à la suite de l’inculpation à New York de Dominique Strauss-Kahn,. Christine Lagarde, nommée le 28 juin 2011, lui succède le 5 juillet.
Il est depuis professeur à la Johns Hopkins School of Advanced International Studies (SAIS).